# Jesse Draper
Jessica Cook Draper (5 de janeiro de 1986), mais conhecida como Jesse Draper, é uma atriz e empresária de capital de risco norte-americana.

## Infância e educação
Draper é filha do empresário de capital de risco Timothy C. Draper e Melissa Lee Draper. Seu avô paterno é William Henry Draper III e seu bisavô é o banqueiro e diplomata William Henry Draper Jr. que serviu como o primeiro embaixador dos Estados Unidos na OTAN.

## Carreira
Draper começou sua carreira como atriz. Seu primeiro papel notável foi na série da Nickelodeon The Naked Brothers Band, que estrelou com seus primos Nat Wolff e Alex Wolff e foi criada por Polly Draper. Ela criou uma palestra sobre tecnologia chamada The Valley Girl Show que ela apresentou, escreveu e produziu com Jonathan Polenz. Ela frequentou a Universidade da Califórnia em Los Angeles. Em maio de 2014, Draper assinou um acordo de distribuição com a Cox Media Group para transmitir seu talk show, The Valley Girl Show, no Norte da Califórnia e Seattle. Em 2015, Draper fundou a Halogen Ventures para investir em empresas fundadas por mulheres.

## Vida pessoal
Em 15 de junho de 2013, Draper se casou com o contador Brian MacInnes no quintal de seus pais em Atherton, Califórnia.

## Filmografia
| Ano     | Filme                              | Personagem          | Nota          |
| ------- | ---------------------------------- | ------------------- | ------------- |
| 1993    | Broken Promises: Taking Emily Back | Garota sem-teto     | Não creditada |
| 2006    | The Naked Brothers Band: The Movie | Jesse Cook          |               |
| 2006    | American Dreams                    | Garota do coreto    | 1 episódio    |
| 2007–09 | The Naked Brothers Band            | Jesse Cook          | 40 episódios  |
| 2009    | Ticket Out                         | Bank Teller         |               |
| 2010    | The Mighty Macs                    | Sr. Ballard         |               |
| 2012    | It's a Disaster                    | Mulher com cachorro |               |